# Erdősmecske
Erdősmecske (Duits: Metschge) is een plaats (község) en gemeente in het Hongaarse comitaat Baranya. Erdősmecske telt 417 inwoners (2001).